# Женска фудбалска репрезентација Холандије
Женска фудбалска репрезентација Холандије (хол. Nederlands vrouwenvoetbalelftal) је женски фудбалски тим који представља Холандију на међународним такмичењима. Под контролом је Краљевског фудбалског савеза Холандије.

## Успеси

### Светско првенство
- 1991—2011: Није се квалификовала
- 2015: 13. место
- 2019: 2. место
- 2023: 7. место

### Европско првенство
- 1984—2005: Није се квалификовала
- 2009: 3. место
- 2013: 12. место
- 2017: 1. место
- 2022: Четвртфинале